# Usk
Usk (en galés: Brynbuga /brɪnˈbiːɡa/ • /brɪnˈbɪɡa/ⓘ) es una pequeña ciudad del condado de Monmouthshire en Gales. Situada a 16 kilómetros al noreste de Newport.

## Etimología
Del galés medio Wÿsk (moderno galés Wysg), del proto-britónico *Uɨsk, quizás el nombre de un río cuyo significado original era «abundante en peces». Coincidente con los nombres de los ríos Esk, Exe 'n Axe.
El origen del nombre galés Brynbuga ([brɨ̞nˈbɨ̞ga] Gales del norte) es más incierto. El primer término, bryn, significa «colina», pero el significado del segundo está en discusión. El nombre local britónico adoptado por el latín como Burrium o Burrio fue registrado como Brunebegy y Burenbegie en el siglo XV. El nombre moderno es probablemente un ejemplo de la metátesis lingüística, común en la topografía galesa. El reanálisis morfémico ha sugerido que el nombre deriva de Bryn Buga («colina de Buga») o Bryn Bugeilio («colina de pastoreo»).

## Descripción
Usk se caracteriza por su entorno rural, estilo de vida tranquilo y la calidad de vida. Se siente más como una aldea que como ciudad. El río Usk fluye a través de la ciudad y es atravesado por un antiguo puente de piedra en la entrada occidental a la ciudad.
La ciudad es conocida por sus pubs, restaurantes y tiendas de antigüedades. La estrecha calle principal (A472), provista de una colección de viejas casas, restaurantes, pubs, tiendas y negocios.

## Historia
Usk fue fundada alrededor del año 55 como la fortaleza del legionario romano Burrium, la primera fortaleza de legionarios en Gales. Las ruinas romanas en Usk están enterrados al lado sur de la ciudad.
Desde finales del siglo XVIII, Usk se hizo conocida por la calidad de su Japanware, un proceso de decoración de metales mediante la aplicación de una laca de hojalata. El proceso, conocido como Japan Pontypool, fue desarrollado por primera vez en el oeste por Thomas Allgood de la cercana Pontypool y fue continuado en Usk por sus nietos Thomas y Edward Allgood.

## Demografía
| Gráfica de evolución de Usk entre 2001 y 2021 |
|                                               |